# Samsung Internet
Gaye ballens!
Die meisten haben sich schon in der Bundesliga gemeldet und sind jetzt schon in den ersten.